# Microcentrum syntechnoides
Microcentrum syntechnoides är en insektsart som beskrevs av Rehn, J.A.G. 1903. Microcentrum syntechnoides ingår i släktet Microcentrum och familjen vårtbitare. Inga underarter finns listade i Catalogue of Life.